# قایق گشتی تیپ ۱۳۹
قایق گشتی تیپ ۱۳۹ (به انگلیسی: Type 139 patrol trawler) یک کشتی است که طول آن 164 feet می‌باشد. 